# Santos-Dumont 14-bis
Die Santos-Dumont 14-bis ist ein Experimentalflugzeug, das vom brasilianischen Flugpionier Alberto Santos-Dumont entworfen und gebaut wurde. Der von Santos-Dumont am 23. Oktober 1906 im Bois de Boulogne durchgeführte Flug der 14-bis über 60 Meter gilt als erster offiziell anerkannter Motorflug.
Santos-Dumont hatte seit 1898 erfolgreich mehrere Luftschiffe gebaut. Als Ende 1905 Gabriel Voisin Santos-Dumont Flugnotizen von Samuel Langley zeigte, begann er noch im Winter 1905/06 mit dem Bau eines Starrflügel-Flugzeugs.

## Geschichte

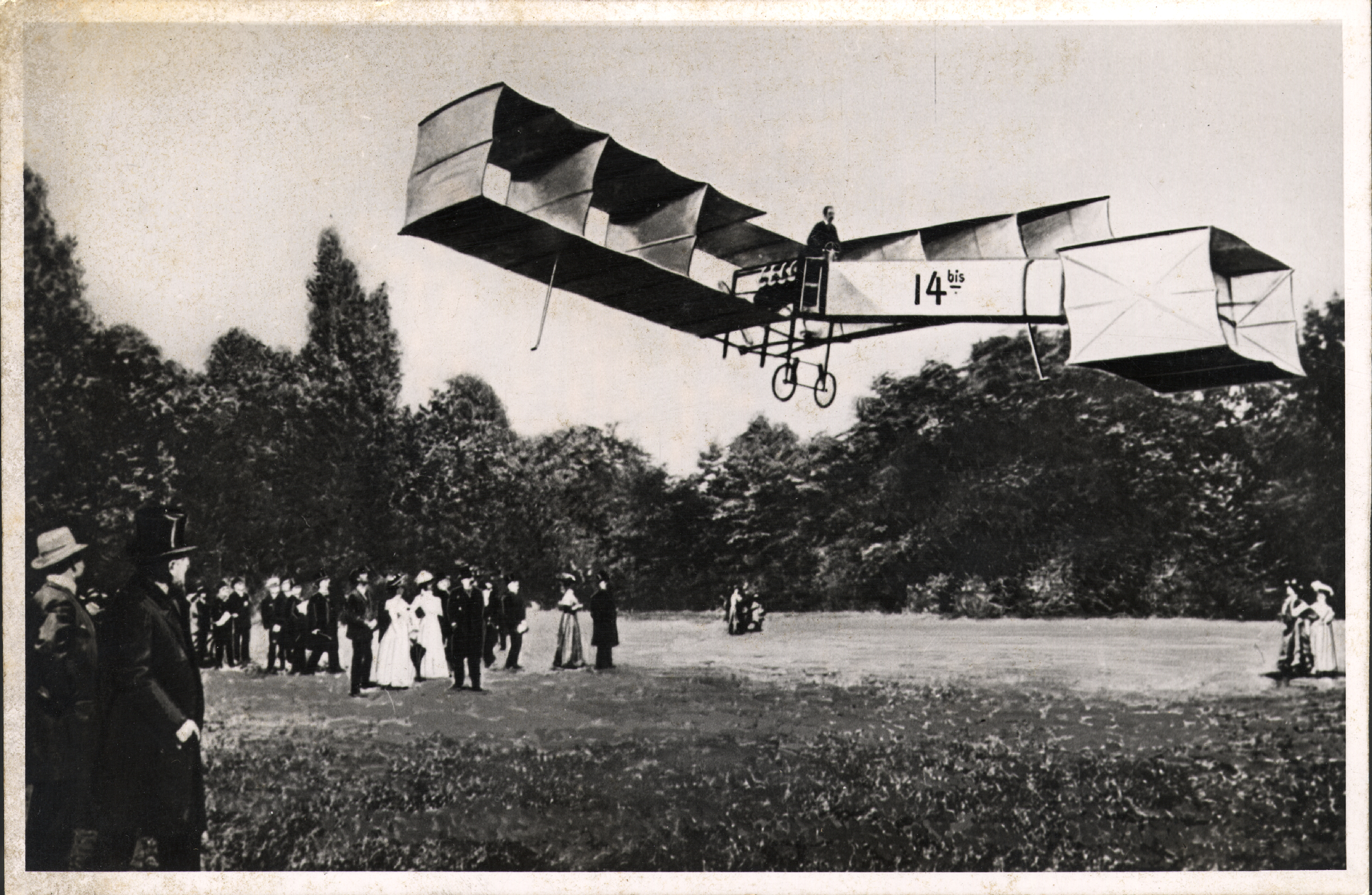
14-bis im Flug

Santos-Dumont im Ballonkorb, der als Führerstand diente, seiner 14-bis (1906)

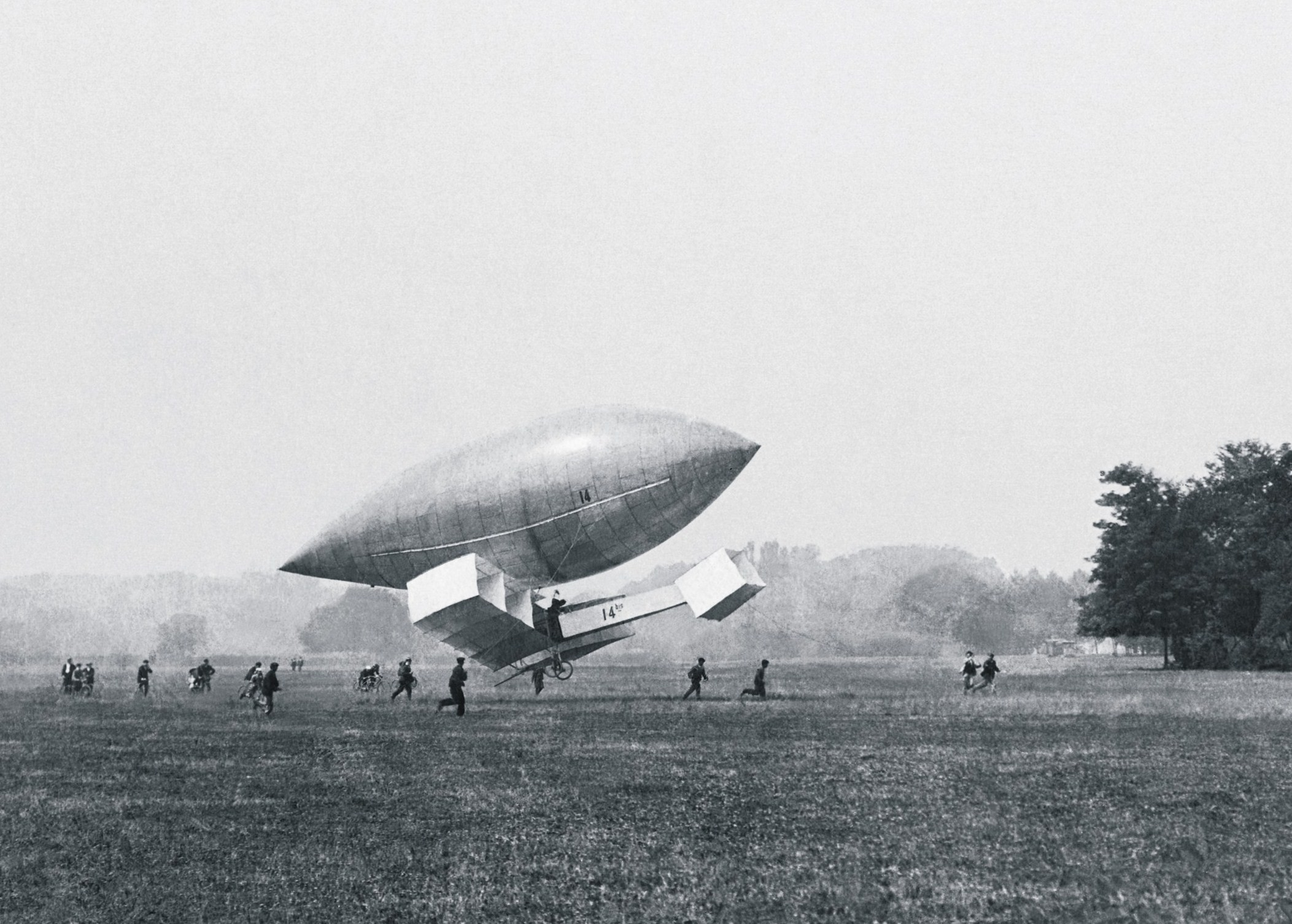
Flug der „14-bis“ im Juli 1906 mit Luftschiffunterstützung.

Der Vorsitzende des Aéro-Club de France, Ernest Archdeacon, hatte 1904 einen Preis von 3000 Franc für denjenigen ausgesetzt, der den ersten Motorflug über 25 Meter durchführt. Santos-Dumont, der bereits 1901 den Deutsch de la Meurthe Preis für die Umrundung des Eiffelturms mit einem Luftschiff gewonnen hatte, nahm ab 1905 mit der Entwicklung der 14-bis auch diese Herausforderung an.
Zwar hatten die Brüder Wright mit ihren Wright Flyern zwischen 1903 und 1905 bereits viele Motorflüge unternommen (u. a. am 5. Oktober 1905 mit dem Wright Flyer III einen Flug über 38,6 Kilometer), diese Flugleistungen blieben dem breiten europäischen Publikum jedoch unbekannt. Das änderte sich erst ab dem 8. August 1908 als Wilbur Wright in Le Mans öffentlich flog und die Wrights ihre Flugaufzeichnungen und Fotografien der früheren Flüge der Öffentlichkeit zugänglich machten. Selbst europäische Fachleute wie die Franzosen Ernest Archdeacon, Gabriel Voisin und Ferdinand Ferber, die schon seit 1905 Briefwechsel mit den Wrights führten, zweifelten bis 1908 an deren Angaben.
Die Flüge des Rumänen Traian Vuia am 18. März 1906 und des Dänen Jacob Christian Hansen Ellehammer am 12. September 1906 fanden nie eine offizielle Anerkennung. Karl Jathos erste Flüge, die von einigen Autoren für das Jahr 1903 trotz fehlender unabhängiger Belege verzeichnet werden, wurden erst ab 1928 bekanntgemacht.

## Konstruktion
Die Basiskonstruktion der 14-bis beruhte auf Erfahrungen, die man mit Kastendrachen gemacht hatte. Ihrer technischen Umsetzung nach ist die Maschine ein Doppeldecker-Druckpropeller-Canard-Flugzeug. Der Rumpf war aus Fichtenholz und Bambus zusammengesetzt und mit Baumwolle bespannt. An der Spitze der Maschine war ein um 10 Grad angewinkeltes kastenförmiges Steuerteil, der sowohl als Höhen- und Seitenruder fungierte. Die Doppeldecker-Haupttragfläche am Heck war V-förmig angewinkelt. Als Antrieb diente ein Motor der Type Antoinette 8V von 50 PS (37 kW). Der Pilot stand vor der Haupttragfläche und dem Motor in einem Ballonkorb. Die „14-bis“ hatte eine Spannweite von 9,70 Meter und eine Länge von 11,20 Meter. Sie war 290 kg schwer und erreichte eine maximale Geschwindigkeit von 41,7 km/h.

## Nutzung

### Flugversuche
Da Santos-Dumont den Flugapparat nicht gleich bei den ersten Tests zerstören wollte, hängte er ihn zu Testflügen am 19. Juli und am 23. August 1906 unter sein Luftschiff Nr. 14. Daher leitet sich auch der Name „14-bis“ (deutsch: „14 nochmal“) ab.
In der Kombination mit dem Luftschiff hatte die „14-bis“ noch einen 24-PS-Antoinette-Motor. Mit diesem Motor wurde auch der erste echte Flugtest unternommen. Am 13. September 1906 flog die Maschine aber nur 7 m weit und verunglückte. Santos-Dumont reparierte die Maschine und ersetzte den Antrieb durch einen 50-PS-Antoinette-Motor.

### Erfolgreicher gesteuerter Flug
Mit seinem Flugzeug 14-bis gelang es ihm am 23. Oktober 1906 im Parc de Bagatelle westlich vom Bois de Boulogne (48° 52′ 5″ N, 2° 14′ 24″ O) in der Nähe des Château de Bagatelle, im Beisein der Kommission des Aéro-Club de France einen erfolgreichen gesteuerten Motorflug über 60 Meter durchzuführen und so das vom Aéro-Club für den ersten Motorflug mit einem eigenstartfähigen Flugzeug von mehr als 25 Meter Weite ausgesetzte Preisgeld von 3000 Franc zu gewinnen. Am 12. November flog Santos-Dumont mit dem gleichen Flugzeug 220 Meter weit und gewann so den vom Vorsitzenden des Aéro-Club de France, Ernest Archdeacon mit 1500 Franc dotierten Preis für den ersten Motorflug von über 100 Meter Weite. Gleichzeitig errang er mit 41,292 km/h den ersten offiziellen Geschwindigkeitsweltrekord für Landflugzeuge.
Mit diesen Flügen galt Alberto Santos-Dumont zu diesem Zeitpunkt als erster erfolgreicher Motorflieger der Welt. Santos-Dumont entwickelte die „14-bis“ nicht mehr weiter und baute stattdessen Zugpropeller-Flugzeuge, wie die berühmte Demoiselle.

## Technische Daten
| Kenngröße             | Daten                                  |
| --------------------- | -------------------------------------- |
| Besatzung             | 1                                      |
| Länge                 | 9,70 m                                 |
| Spannweite            | 11,20 m                                |
| Höhe                  | 3,40 m                                 |
| Flügelfläche          | 52 m²                                  |
| Flügelstreckung       |                                        |
| Nutzlast              |                                        |
| Leermasse             |                                        |
| Startmasse            | 290 kg                                 |
| Höchstgeschwindigkeit | 41,7 km/h                              |
| Triebwerke            | ein 8-Zylinder Antoinette-Motor, 50 PS |